# Dying to Try
Chansons représentant l'Irlande au Concours Eurovision de la chanson
Sunlight
(2016) Together
(2018)
Dying to Try (en français « Mourir d'envie d'essayer ») est la chanson de Brendan Murray qui représentera l'Irlande au Concours Eurovision de la chanson 2017 à Kiev, en Ukraine.